# Золотая речка
«Золотая речка» — советский фильм, второй фильм дилогии Вениамина Дормана, повествующей о приключениях искателей сибирского золота.
Первый фильм, «Пропавшая экспедиция», был снят в 1975 году.

## Сюжет
Действие фильма разворачивается в 1923 году, через 5 лет после событий, описанных в Пропавшей экспедиции.
Куманин и Зимин находят «старых» членов экспедиции и вновь попадают в те места, где было найдено богатое месторождение золота. Месторождение снова пополнилось золотом. Но до него добраться гораздо труднее, чем 5 лет назад.

## В ролях
| Актёр                  | Роль                                        |
| ---------------------- | ------------------------------------------- |
| Борис Сморчков         | Алексей Фёдорович Куманин                   |
| Александр Абдулов      | доктор Рогов                                |
| Александр Кайдановский | бывший царский офицер Кирилл Петрович Зимин |
| Сергей Сазонтьев       | Федякин                                     |
| Николай Олялин         | Силантий                                    |
| Андрей Харыбин         | Тёмка                                       |
| Вадим Захарченко       | Харитон                                     |
| Николай Горлов         | Усатый                                      |
| Виктор Сергачёв        | Ефим Суббота                                |
| Евгения Симонова       | Тася Смелкова                               |
| Юрий Каюров            | Владимир Петрович Волжин                    |
| Георгий Мартиросян     | Тихон                                       |
| Ольга Матешко          | Марфа                                       |
| Любовь Мышева          | Дуня                                        |
| Анатолий Калабулин     | Прошка                                      |
| Владимир Смирнов       | Губенко                                     |
| Владлен Паулус         | Ваганов                                     |
| Александр Вокач        | инженер-путеец                              |
| Раднэр Муратов         | Ахметка                                     |
| Георгий Тусузов        | дирижёр                                     |
| Валентин Брылеев       | официант Зуев (нет в титрах)                |

## Съемочная группа
- Сценаристы: Исай Кузнецов
- Режиссёр: Вениамин Дорман
- Операторы: Анатолий Буравчиков, Вадим Корнильев
- Композитор: Микаэл Таривердиев
- Художник: Марк Горелик
- Дирижёр: Мартин Нерсесян